# گروه پی‌آی‌کی
گروه پی‌آی‌کی (به انگلیسی: PIK Group) بزرگترین شرکت ساخت‌وساز املاک مسکونی در روسیه است. فعالیت‌های شرکت پی‌آی‌کی در زمینه ساخت و توسعه پروژه‌های مسکونی، فروش واحدهای تکمیل شده، تعمیر و نگهداری از املاک مسکونی توسعه یافته، همچنین تولید و فروش مصالح ساختمانی متمرکز می‌باشد. بخشی از سهام این شرکت در بازارهای بورس مسکو و بورس لندن معامله می‌شود.